# Greatest Hits (Run DMC)
Greatest Hits è una raccolta dei Run-DMC (grafia adottata per firmare questa raccolta e la precedente Together Forever: Greatest Hits 1983-1991), ed è l'ultima pubblicazione ufficiale prima del ritiro dalle scene del gruppo e dopo la morte di Jam Master Jay.

## Tracce
1. "King of Rock"
2. "It's Tricky"
3. "Beats to the Rhyme"
4. "Can You Rock It Like This"
5. "Walk This Way" (feat. Aerosmith)
6. "Run's House"
7. "Rock Box"
8. "Peter Piper"
9. "Mary, Mary"
10. "Hard Times"
11. "You Be Illin'"
12. "It's Like That"
13. "My Adidas"
14. "Sucker M.C.'s (Krush-Groove 1)"
15. "You Talk Too Much"
16. "Jam-Master Jay"
17. "Down with the King"
18. "Christmas in Hollis